# Rosenthal (Eitorf)
Rosenthal ist eine ausgewiesene Ortschaft in der Gemeinde Eitorf im Rhein-Sieg-Kreis.

## Lage
Die Streusiedlung liegt im Tal des Pingelsbaches zwischen Siebigteroth und Eitorf-Oberdorf. Nachbarort ist Lascheid im Süden.